# Brendan Gaunce
Brendan Gaunce (* 25. März 1994 in Greater Sudbury, Ontario) ist ein kanadischer Eishockeyspieler, der seit Juni 2025 wieder bei den Columbus Blue Jackets aus der National Hockey League unter Vertrag steht und parallel für deren Farmteam, die Cleveland Monsters, in der American Hockey League spielt. Zuvor verbrachte der Center fünf Jahre in der Organisation der Vancouver Canucks, ein Jahr bei den Boston Bruins, bereits drei Spielzeiten bei den  Blue Jackets sowie eine Saison bei den Minnesota Wild.

## Karriere
Brendan Gaunce wurde in Greater Sudbury geboren, wuchs allerdings im etwa 400 Kilometer entfernten Markham auf. In seiner Jugend spielte er für die dort ansässigen Markham Waxers und folgte somit seinem Bruder Cameron, der ebenfalls professioneller Eishockeyspieler ist. Brendan Gaunce wurde in der Priority Selection 2010 der Ontario Hockey League (OHL) an zweiter Gesamtposition von den Belleville Bulls ausgewählt und lief für das Team mit Beginn der Saison 2010/11 in der OHL auf. In seiner Rookie-Saison kam der Angreifer auf 36 Scorerpunkte in 65 Spielen und vertrat zudem das Team Canada Ontario über den Jahreswechsel bei der World U-17 Hockey Challenge 2011, wo er mit der Mannschaft die Goldmedaille gewann. Im August gleichen Jahres gewann er mit der kanadischen Auswahl beim Ivan Hlinka Memorial Tournament 2011 eine weitere Goldmedaille.
In seinem Draft-Jahr, der Spielzeit 2011/12, erreichte Gaunce einen Punkteschnitt von exakt 1,0 (68 in 68 Spielen) in der OHL, wurde zum CHL Top Prospects Game eingeladen und gewann mit der U18-Nationalmannschaft seines Heimatlandes bei der U18-Weltmeisterschaft 2012 die Bronzemedaille. Im Anschluss wurde er dann im NHL Entry Draft 2012 an 26. Position von den Vancouver Canucks ausgewählt, die ihn wenige Wochen später mit einem Einstiegsvertrag ausstatteten. Anschließend kehrte der Kanadier jedoch zu den Bulls in die OHL zurück, die er in der Folge eineinhalb Saisons als Mannschaftskapitän anführte, ehe er im November 2013 an die Erie Otters abgegeben wurde. Im Gegenzug wechselten Stephen Harper sowie vier Draft-Wahlrechte nach Belleville.
Bei den Otters beendete Gaunce die Saison und wechselte anschließend in die Organisation der Canucks, die ihn vorerst bei ihrem Farmteam, den Utica Comets, in der American Hockey League (AHL) einsetzten. Der Kanadier verbrachte die gesamte Spielzeit 2014/15 in Utica und erreichte mit den Comets das Finale um den Calder Cup, scheiterte dort jedoch mit 1:4 an den Manchester Monarchs. Zu Beginn der Saison 2015/16 debütierte Gaunce für die Canucks in der National Hockey League (NHL), wurde jedoch nach wenigen Einsätzen zurück in die AHL geschickt. Erst zum Saisonende beriefen ihn die Canucks erneut ins NHL-Aufgebot, sodass er insgesamt auf 20 Einsätze kam. Mit Beginn der Spielzeit 2016/17 etablierte sich Gaunce im Kader der Canucks, verlor diesen Stammplatz jedoch wieder im Laufe der folgenden Jahre.
Schließlich wurde sein auslaufender Vertrag nach der Spielzeit 2018/19 nicht verlängert, sodass er sich im Juli 2019 als Free Agent den Boston Bruins anschloss. Anschließend wechselte er im Januar 2021 erstmals nach Europa, wo er bei den Växjö Lakers in der Svenska Hockeyligan einen Vertrag unterzeichnete. Im Juli 2021 kehrte er Gaunce nach Nordamerika zurück, wo er einen Vertrag bei den Columbus Blue Jackets unterzeichnete. Von dort wechselte er im Juli 2024, abermals als Free Agent, zu den Minnesota Wild. Nach einem Jahr dort kehrte er im Juni 2025 im Tausch für Cameron Butler zu den Blue Jackets zurück.

## Erfolge und Auszeichnungen
- 2012 Teilnahme am CHL Top Prospects Game

### International
- 2011 Goldmedaille bei der World U-17 Hockey Challenge
- 2011 Goldmedaille beim Ivan Hlinka Memorial Tournament
- 2012 Bronzemedaille bei der U18-Junioren-Weltmeisterschaft

## Karrierestatistik
Stand: Ende der Saison 2024/25

### International
Vertrat Kanada bei:
- World U-17 Hockey Challenge 2011
- Ivan Hlinka Memorial Tournament 2011
- U18-Weltmeisterschaft 2012

(Legende zur Spielerstatistik: Sp oder GP = absolvierte Spiele; T oder G = erzielte Tore; V oder A = erzielte Assists; Pkt oder Pts = erzielte Scorerpunkte; SM oder PIM = erhaltene Strafminuten; +/− = Plus/Minus-Bilanz; PP = erzielte Überzahltore; SH = erzielte Unterzahltore; GW = erzielte Siegtore; 1 Play-downs/Relegation; Kursiv: Statistik nicht vollständig)